# 로렌 스카파리아
로린 스커파리아(Lorene Scafaria, 1978년 5월 1일 ~ )는 미국의 영화 감독, 극작가, 배우, 가수이다.

## 작품 목록
- 세상의 끝까지 21일 (2012)
- 더 메들러 (2015)
- 허슬러 (2019)